# Michael Potter (Philosoph)
Michael D. Potter ist ein britischer Philosoph, Logiker und Hochschullehrer.

## Leben und Werk
Michael Potter promovierte an der Universität Oxford im Fach Mathematik und war Fellow des Balliol College. Er verbrachte Forschungsaufenthalte in der University of St Andrews und an der Harvard University. In den Jahren 2004 und 2005 war er an der Universität Cambridge als Senior Research Fellow an der Universität Stirling tätig, finanziert vom AHRC. Seitdem hat er dort eine Professur für Logik inne und ist Life Fellow des Fitzwilliam College.
Potter beschäftigt sich schwerpunktmäßig mit der Geschichte der analytischen Philosophie, Logik und der Philosophie der Mathematik. Basierend auf Ideen von George Boolos entwickelte er in seinem Werk Set Theory and Its Philosophy das Axiomensystem von Dana Scott weiter, woraus die nach ihm benannte Scott-Potter-Mengenlehre entstand. Wesentliche Grundzüge entwickelte er schon in den 1990er Jahren in seinem Artikel Iterative set theory. Des Weiteren hat er einige Einträge für philosophische Enzyklopädien und Lexika wie die Routledge Encyclopedia of Philosophy verfasst.

## Veröffentlichungen (Auswahl)

### Bücher
- Set Theory And Its Philosophy: A Critical Introduction. Cambridge University Press, 2004, ISBN 978-0-19-927041-5.
- Reason's Nearest Kin: Philosophies of arithmetic from Kant to Carnap. Cambridge University Press, 2000, ISBN 978-0-19-925261-9.
- Wittgenstein’s Notes on Logic. Cambridge University Press, 2009, ISBN 978-0-19-959635-5.
- The Rise of Analytic Philosophy, 1879–1930: From Frege to Ramsey. Routledge, 2019, ISBN 978-1-138-01514-2.

### Artikel
- Some outstanding questions, in: Maurice Pope, The Keys to Democracy (Exeter: Imprint Academic, 2023), S. 189–93.
- How substantial are Tractarian objects really?, in: Disputatio (Spain), 10 (2021), S. 93–107.
- Intuitive and regressive justifications for set theories, in: Philosophia Mathematica, 28 (2020), S. 385–94.
- Nonsense among the philosophers, in James Williams and Anna Barton (Hrsg.), The Edinburgh Companion to Nonsense (Edinburgh University Press, 2019).
- Propositions in Wittgenstein and Ramsey, in: G. M. Mraas et al. (Hrsg.) Philosophy of Logic and Mathematics: Proceedings of the 41st International Ludwig Wittgenstein Symposium (de Gruyter, 2019).
- Wittgenstein's pre-Tractatus manuscripts: A re-assessment, in: Peter Sullivan and Michael Potter (Hrsg.), Wittgenstein's Tractatus: History and interpretation (Oxford University Press, 2013).
- Frege, Russell and Wittgenstein, in: Gillian Russell and Delia Graff Fara (Hrsg.), Routledge Companion to the Philosophy of Language(Routledge, 2012).
- The birth of analytic philosophy, in: Dermot Moran (ed), The Routledge Companion to Twentieth Century Philosophy(Routledge, 2008), S. 60–92.
- What is the problem of mathematical knowledge?, in: Mary Leng, Alexander Paseau and Michael Potter (Hrsg.), Mathematical Knowledge(OUP, 2007), S. 16–32.
- Ramsey's transcendental argument, in: Hallvard Lillehammer and D. H. Mellor (Hrsg.), Ramsey's Legacy (OUP, 2005), S. 71–82.
- Was Gödel a Gödelian platonist?, in: Philosophia Mathematica, 9 (2001) S. 331–46.
- Intuition and reflection in arithmetic. Arist. Soc. SuS. Vol., 73 (1999) S. 63–73.
- Classical arithmetic as part of intuitionistic arithmetic, in: Grazer Philosophische Studien, 55 (1998) S. 127–41.
- Taming the infinite, in: British Journal of Philosophy of Science, 47 (1996), S. 609–19.
- Critical notice of `Parts of classes' by David Lewis, in: The Philosophical Quarterly, 43 (1993), S. 362–366.
- The metalinguistic perspective in mathematics, in: Acta Analytica, 11 (1993), S. 79–86.
- Infinite coincidences and inaccessible truths, in Philosophy of Mathematics, Proceedings of the 15th International Wittgenstein Symposium, Vol. 1(Vienna: Hölder-Pichler-Tempsky, 1993), S. 307–13.
- Iterative set theory, in: The Philosophical Quarterly, 43 (1993), S. 178–93.